# نهر أبوماتوكس
نهر أبوماتوكس (بالإنكليزية:Appomattox) هو أحد روافد نهر جيمس، يبلغ طول النهر ما يقرب من 157 ميل (253 كم)، يقع في وسط وشرق ولاية فرجينيا في الولايات المتحدة، سميت على اسم قبيلة هندية Appomattocs التي عاشت على ضفاف النهر حتى القرن السابع عشر. اشتهرت المنطقة بزراعة القطن والتبغ من السفح والسهل الساحلي الجنوبي الغربي من ريتشموند.
حاول المستعمرين الإنكليز في ولاية فرجينيا إعادة تسمية نهر ابوماتوكس باسم (نهر بريستول - Bristoll)، ولكن هذا الاسم لم يستمر، في حين أن الاسم الأصلي تعرض للعديد من المتغيرات التاريخية الإملائية، مثل Apamatuck، Apamutiky، Appamattuck، Appomattake، وApumetecs، من بين آخرين.